# Оборона Камчатки в Русско-японскую войну (1904—1905)
Оборона Камчатки в период Русско-японской войны 1904—1905 годов — комплекс мероприятий по обороне полуострова Камчатка от его захвата (оккупации) противником в период Русско-японской войны 1904—1905 годов.
Главной особенностью данной кампании является то, что Камчатский театр военных действий (ТВД) на протяжении почти всей войны не имел связи с «континентальной» Россией, не получал никакой военной и гуманитарной помощи (провизии, лекарств); связь со страной поддерживалась с огромными трудностями и крайне нестабильно. Оборона была организована силами только жителей Камчатки и из имевшихся на полуострове ресурсов.

## Предшествующие события
Русско-японская война началась в крайне невыгодном для Камчатки контексте. Связь с «континентальной» Россией была крайне зыбкой: поддерживалась с помощью немногочисленных пароходов Доброфлота, заходивших в порт Петропавловска (в летнее время) и с помощью собачьих упряжек (в зимнее, не судоходное время). Телеграфа и радио не было. Никаких подготовительных мероприятий по усилению береговой обороны не проводилось, новое оружие не завозилось. Хотя определённые шаги со стороны Японии уже были заметны.
Япония, пользуясь практически полной оторванностью Камчатки от контроля Петербурга, вела постоянный браконьерский лов лососевых в устьях камчатских рек в период нереста. Рыболовецкие шхуны никто не мог остановить, ибо собственных кораблей для патрулирования берегов администрация Камчатки тогда не имела. Японцы же, пользуясь этим, подспудно проводили постоянный мониторинг и разведку берегов Камчатки; при помощи этих же шхун были заброшены на полуостров агенты разведки под прикрытием рыбаков. Что позволило Японской империи беспрепятственно получить всю необходимую информацию касательно оборонных возможностей полуострова. Также на соседнем с Камчаткой острове Шумшу, отделённом от неё узким проливом, была организована японская рыбацкая деревня. На деле она являлась замаскированным военным плацдармом для быстрого нанесения военного удара по Камчатке. На острове находились, под прикрытием рыбаков, солдаты, проходившие соответствующую подготовку.
Санкт-Петербург не мог полноценно следить за происходившим на Дальнем Востоке также и в силу следующих объективных причин:
- Крайне напряжённая международная обстановка 1902—1904 гг.
- Огромные финансовые расходы на строительство тяжёлых кораблей для Тихоокеанского и Балтийского флотов.
- Сложная внутриполитическая ситуация — конкуренция между различными «партиями» и группировками как в окружении царя, так и в финансовых кругах.
- Кроме того, на Камчатке сложилась крайне неблагоприятная ситуация в плане коррупции.

Главы администрации полуострова менялись довольно часто. Пользуясь слабой связью «с Россией», они быстро приспосабливались и злоупотребляли должностными полномочиями. А поскольку Камчатка в те времена была одним из главных мировых поставщиков мехов высочайшего качества, финансовых соблазнов было много.
На полуострове, к тому же, действовал меховой аукцион, годовой оборот которого исчислялся десятками тысяч рублей. Всё это способствовало крайней коррумпированности как администрации, так и купечества. Известно, что купцы, да и мещане, с помощью спиртного по дешёвке закупали ценнейшие меха у местного населения — коряков, айнов и ительменов. Объективная информация о состоянии дел на Камчатке вплоть до 1904 года в Санкт-Петербург не отсылалась, замалчивались все нарушения и недочёты — что и не удивительно, поскольку проверка этих сведений Петербургом была почти невозможна.
На полуострове, со времён Петропавловской обороны во время Крымской войны, сохранились склады с оружием, где имелись устаревшие винтовки Бердана и большое количество патронов к ним(берданки на полуостров завезли в 1885 и в 1900 а хранившиеся до этого винтовки Карле обратили в лом): при этом, сохранность и боеспособность винтовок оказались впоследствии высочайшего уровня, оружие находилось в смазке и не пострадало при длительном хранении. Это послужило большим плюсом для обороны и, по сути, сыграло решающую роль.
Незадолго до начала Русско-японской войны, в 1903 году, Петропавловским уездным начальником (то есть de facto управляющим всей Камчаткой) был назначен А. П. Сильницкий, до этого не раз посещавший как Камчатский полуостров и так и Чукотку. Будучи человеком честным и энергичным, он повёл крайне напряжённую борьбу с коррупцией в Петропавловске, добился грамотного и законного проведения мехового аукциона, лично собирал ясак. Сильницкий также повёл борьбу с повальным пьянством на Камчатке, приказав закрыть все кабаки и вообще питейные заведения в Петропавловске; не допускал вывоза спиртного из города во время сезона закупки мехов. Все эти действия восстановили против него часть местной элиты и впоследствии он был объявлен ими больным шизофреническим расстройством. Также на Сильницкого были составлены донос и докладная записка, отправленные в Санкт-Петербург, — которые в будущем сильно мешали Сильницкому.

## Силы сторон
К началу боевых действий на полуострове имелась одна российская воинская часть — Камчатская городовая казачья конная команда. Служившие в ней казаки давно уже представляли собой скорее полицейские силы, чем армейское подразделение, тем более малочисленный состав команды был разбросан по разным пунктам (в том числе вне полуострова: на Чукотке было 9 казаков, на Командорах — 4 казака), тем не менее именно они составили «ядро», вокруг которого формировались дружины ополчения.
Численность сформированного ополчения сложно оценить, по меньшей мере около пятисот человек по всей Камчатке взяло в руки оружие. При этом, всё население в те годы составляло 7 000 человек, включая и коренных жителей. Изначальный гарнизон Петропавловска был крайне мал, боеспособных солдат с трудом набиралось 15—20 человек.
Численность нападавших — а это были, в своей основе, если не считать эпизод в августе 1905 с обстрелом крейсерами и временным десантом японских моряков в Петропавловск летом 1905 не регулярные войска Японии а вооруженные рыбаки и военизированные «добровольцы» (в большинстве команды с рыболовецких шхун) составляла приблизительно 800—1000 человек.
В ходе конфликта стороны оперировали отрядами не более чем в 100—200 человек в течение всего времени. Со стороны России этот показатель не превышал 80—90 человек.
В начале 1905 года в Хабаровске для Камчатского полуострова был сформирован 'Камчатский отдельный пехотный батальон (пр воен. мин. № 421 за 1905) но который на Камчатку так и не попал, простояв до конца войны на нижнем Амуре (в р-не Мариинска) и в 1906 расформированный.

## Начало вторжения. 1904 год
С началом Русско-японской войны А. П. Сильницкий принял ряд превентивных мер, для подготовки Камчатки к обороне. Им был написан призыв к населению вступать в добровольное ополчение. Имеющиеся ружья и патроны А. П. Сильницкий оперативно раздал всем желающим. Также, посредством собачьих упряжек, оружие было доставлено почти во все сёла на побережье Камчатки. Населению были даны указания — при появлении крупных сил противника — отступать вглубь полуострова.
Изначальные столкновения ополченцев происходили с командами шхун, которые пытались проникать в прибрежные воды, особенно богатые рыбой, и проводить лов. Учитывая военное время и опасность высадки и шпионажа, ополченцы действовали жестко — команды уничтожались. Также был выброшен ряд десантов японских вооружённых сил, численностью от 50 до 100 солдат. Одним из них было захвачено село Явино. Выставлен пограничный столб с надписью, извещающей о том, что эта земля теперь принадлежит Японии. Вскоре отряд из приблизительно 90 человек был планомерно уничтожен. Мотивация, что это были просто рыбаки, а не солдаты японской армии и выставили подобный столб, чтобы запугать местное население, выглядит неубедительной на фоне полномасштабной войны двух стран.
В дальнейшем, дружинникам приходилось противостоять попыткам браконьерства со стороны относительно небольших отрядов рыбаков на шхунах. При этом была подтверждена линия — при высадке солдат, в открытый бой не вступать, вести только партизанскую войну. Именно во время войны попытки незаконного проникновения в территориальные воды стали дерзкими и многочисленными, рыбаки часто были вооружены стрелковым и холодным оружием, оказывали активное сопротивление.
Предпринимались и часто удачные попытки вооружить ополченцев путём подвоза военного снаряжения из США — 4 мая 1904 в Петропавловск прибыл зафрахтованный пароход Redondo с военным грузом, в июле 1904 прибыл пароход Mineola сперва доставивший две десантные пушки Барановского на Командорские острова, а затем посетивший ряд камчатских поселков и 24-го августа утонувший в результате навигационной аварии у Тигиля. Рейсы судов под американским флагом с российскими военными грузами для Камчатки продолжались и в 1905 году. Двум зафрахтованным американским пароходам Australia и Моntara не повезло — летом 1905 их, как военные трофеи, у побережья полуострова захватили японские крейсера.

## Последующие события. 1905 год
В 1905 году А. П. Сильницкий был снят с должности главы Петропавловска и уехал с Камчатки. Однако новый глава Лех практически не изменил указаний Сильницкого по поводу тактики ополченцев в плане обороны Камчатки. Обороняющиеся также должны были не вступать в открытые столкновения с армией, если она высадится, отступать и, пользуясь отличным знанием местности, нападать внезапно, желательно в ночное время.
1 августа 1905 года Петропавловск был подвергнут бомбардировке с двух кораблей, возглавляемых адмиралом Того-младшим. Население не пострадало, вовремя покинув город, разрушения были немногочисленные, серьёзного ущерба причинено не было. После бомбардировки в городе высадился десант из 200 солдат, были захвачены государственные бумаги и деньги из городской казны. По схожему сценарию этот же десант поступил в селе Никольское — были изъяты бумаги, деньги и найденное оружие.
Ополченцы продолжали планомерный отпор любым попыткам браконьерства.

## Итоги
Благодаря грамотно выстроенной обороне, Камчатка в 1904—1905 годах сумела отразить большую часть нападений. Японское командование вынуждено было признать: население оказывает уверенное сопротивление и сломить его малыми силами невозможно.
В течение войны ополченцы отражали атаки как браконьеров, так и солдат. В ходе боестолкновений, была замечена особенность: японские отряды порой даже не грабили деревни, а просто ломали в домах всё что можно, видимо, пытаясь деморализовать местное население. При возможности, любые административные бумаги и архивы также уничтожались, изымались финансовые средства и оружие.
Успехи в уничтожении как рыбаков, так и японских отрядов солдат вполне объясняются тем, что население имело высокий уровень обращения с оружием. Многие взрослые мужчины были опытными звероловами, охотниками. Также, учитывая слабую силу полиции на Камчатке, люди привыкли самостоятельно защищать себя, особенно в глубине полуострова.

## Отражение в литературе
Оборона Камчатки в русско-японскую войну является главной сюжетной линией романа Валентина Пикуля «Богатство» (впервые издан в 1978 году и многократно переиздавался).

## Дополнительные сведения
Камчатская городовая казачья конная команда.

Камчатская пешая жандармская команда.